# Селец (Быховский район)
Селец (бел. Сялец, у XIX-ХХ ст. - Сялец-Халапееў) — деревня в составе Обидовичского сельсовета Быховского района Могилёвской области Республики Беларусь.

## Гісторыя
У 1913 г. дзейнічала царкоўна-прыходская школа.

## Население
- 2009 год — 380 человек
- 2019 год — 345 человек

## Достопримечательность
- Братские могилы —  Историко-культурная ценность Республики Беларусь, шифр 513Д000304.